# Diário Vermelho
Diário Vermelho (Diario Rojo, en español) es el nombre del periódico brasileño publicado por el Partido Comunista de Brasil (PCdoB). Su sede se encuentra en la ciudad de São Paulo.